# 구름

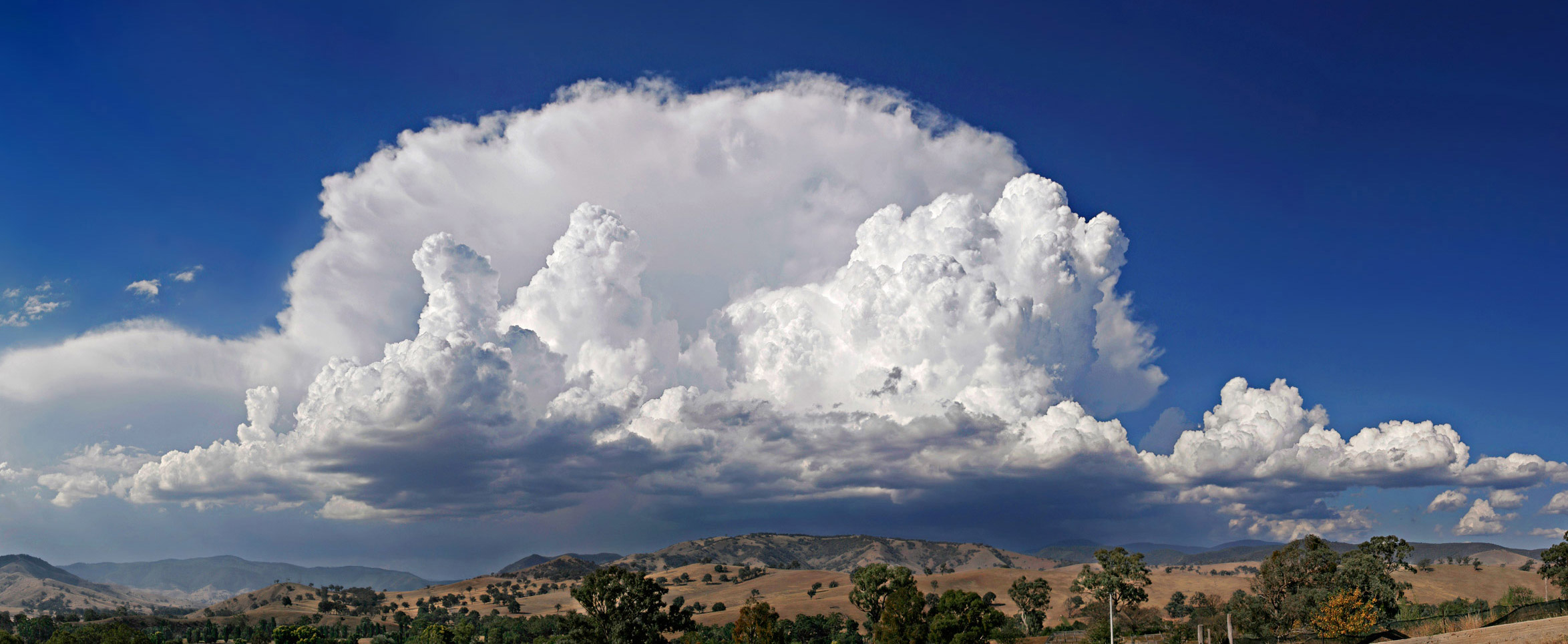
오스트레일리아의 상공에 뜬 봉우리적운의 모습.

구름(영어: cloud)은 지구, 행성 또는 위성의 대기에 떠다니는, 작은 물방울이나 얼음 알갱이들의 덩어리이다. 구름을 연구하는 기상학의 분야를 구름학이라 한다.
지구상의 구름은 대부분 수증기에서 생긴다. 알갱이 반지름은 주로 약 0.02~0.05mm이고, 수십억 개의 작은 물방울들이 모이면 관측 가능한 구름이된다. 짙은 구름은 반사율이 70%에서 95%이므로 구름 윗단은 밝지만 아래단은 어둡다. 구름 속 물방울들이 빛을 산란시키므로 아래로 내려갈수록 회색이 된다. 이 밖에도 햇빛이나 주변 환경에 따라 색이 바뀌기도 한다. 구름은 적외선을 강하게 흡수한다.
강우, 강설, 강박, 천둥, 번개 등과 같은 기상현상도 구름에서 발생한다.

## 구름의 종류
구름은 크게 권운형, 층운형, 층적운형, 적운형으로 구분하며 고도에 따라 상층운, 중층운, 하층운, 수직운 이렇게 네 가지로 나뉜다. 구름의 높이는 밑면에 따라 결정되며 이러한 분류는 1802년 아스케시안 협회(Askesian Society)에서 루크 하워드가 제안하였다.

### 하층운
하층운(下層雲)은 2천 미터 이하에서 형성된다. 하층운이 땅에 닿으면 '안개'로 부른다. 이 구름은 비를 머금고 있는 경우가 많다.
- 층운 (Stratus, St / 층운형)

층운(層雲)은 층구름 또는 안개와 비슷하여 안개구름이라고도 한다. 안개가 공중으로 떠오른 것 같은 낮은 구름으로 여러 조각으로 나뉜 구름 조각이 되는 수도 있어, 구름 사이로 푸른 하늘이 보일 때도 있다. 고도 2,000m까지 나타나는 작은 물방울의 집합체로서, 구름이 아주 엷을 때는 달무리가 나타나기도 한다. 지형의 영향으로 발생하므로 한정된 범위에서만 나타나며, 오랫동안 남아 있는 경우는 드물고 조각조각 흩어져 사라지며, 맑은 날씨를 이룰 때가 많다. 층운에서 내리는 비는 이슬비가 보통이다.
- 층적운 (Stratocumulus, Sc / 층적운형)

층적운(層積雲)은 구름의 밑면은 고도가 약 500m, 구름의 꼭대기는 약 2,000m에 이른다. 구름 입자는 물방울로 되어 있고, 구름 덩어리는 둥그스름할 때도 있고 편평할 때도 있다. 회색의 큰 덩어리가 돌려 있는 구름으로 둘둘 말린 모양으로 될 때도 있다. 층적운은 층운이 위로 올라가 생기거나, 적운이나 적란운이 안정한 기층이나 상층의 강한 바람 때문에 연직 방향으로 성장하지 못하고 수평 방향으로 퍼져 나가 생긴다.
- 난층운 (Nimbostratus, Ns / 층운형)

난층운(亂層雲)은 층운형 구름에 속한다. 비층구름·비구름이라고도 하는 어두운 회색 구름으로 비나 눈을 오게 한다. 때로는 상층과 하층에서 나타나기도 한다. 주로 2,000 ~ 7,000m 높이에서 나타나며 하늘 전체를 덮고 두꺼운 층을 이룬다. 고층운의 운층이 점차로 두꺼워지면서 구름의 바닥이 낮아져서 난층운이 되는 경우가 많다. 난층운 아래에는 흔히 조각구름이 나타난다.

### 중층운
중층운(中層雲)은 2천 ~ 7천 미터 높이에서 형성된다. 이들은 물방울로 구성되며 과냉각된 경우도 있다.
- 고층운 (Altostratus, As / 층운형)

고층운(高層雲)은 높층구름·흰색차일구름이라고 한다. 얼룩이 없는 고른 모양을 나타낼 때도 있고, 줄기가 있는 섬유나 털 모양의 조직을 나타내기도 한다. 2,000 ~ 7,000m의 이상의 높이에 나타나며, 두께는 수백 m에서 수천 m에 이른다. 구름의 정상은 10,000m 높이까지 이르기도 한다. 따라서 두꺼운 고층운의 상층부는 빙정, 중층부는 빙정·눈송이·과냉각물방울의 혼합물, 하층부는 대부분 과냉각물방울이나 물방울로 이루어져 있다. 그러나 얇은 구름은 물방울만으로 이루어져 있는 경우도 있다. 얇은 고층운은 해와 달을 희미하게 볼 수 있지만, 두꺼운 고층운은 해와 달을 완전히 가린다. 간혹 꼬리구름과 유방구름이 함께 생긴다.
- 고적운 (Altocumulus, Ac / 층적운형)

고적운(高積雲)은 높쌘구름, 양떼구름이라고 한다. 색깔은 흰색이나 회색이며 그림자가 나타나므로 입체감이 있다. 약 2,000 ~ 7,000m의 높이에 나타나며, 구름의 입자는 대부분 작은 물방울이지만 기온이 매우 낮을 때에는 빙정도 나타난다. 구름 덩어리의 둘레가 얇고 반투명하며 여러 가지 고운 빛깔이 나타나는데, 이를 무지갯빛구름이라고 한다. 또 태양이나 달을 배경으로 한 광환(光環)이 나타나는 경우도 있다. 바람이 강하게 불 때에는 흔히 산 너머 하늘에 렌즈 모양의 고적운, 즉 렌즈구름이 생긴다.

### 상층운
상층운(上層雲)은 지상 5천 ~ 1만 3천 미터의 대류권의 저온부에서 형성된다. 극지방에서는 3천 미터의 낮은 곳에서도 형성된다. 이 높이에서는 수증기가 얼어붙어 구름은 얼음 결정으로 구성된다. 이들은 대체로 희미하고 투명할 때도 있다.
- 권운 (Cirrus, Ci / 권운형)

권운(卷雲)은 털구름 또는 새털구름이라고도 한다. 매우 작은 얼음의 결정(氷晶)으로 되어 있으며, 희고 작은 선이 덩어리로 되어 있다. 대략 5,000 ~ 13,000m의 높이에서 희고 가는 선, 흰 조각, 좁은 띠 모양으로 여기저기 떨어져서 나타난다. 구름을 이루고 있는 빙정 가운데 큰 것은 매우 빠른 속력으로 떨어지므로, 권운의 각 부분은 간혹 아래로 처진 꼬리를 갖는다. 이 섬유 조직의 꼬리는 높이에 따른 풍속의 변화와 빙정 크기의 변화에 따라, 때때로 기울어지거나 불규칙하게 구부러져서 나타난다.
- 권층운 (Cirrostratus, Cs / 층운형)

권층운(卷層雲)은 털층구름·면사포구름·무리구름이라고 한다. 태양이나 달의 무리(햇무리·달무리)를 나타나게 하는 반투명의 흰 베일과 같은 구름으로 5,000 ~ 13,000m 높이에 나타나며 구름 입자는 빙정이다.
- 권적운 (Cirrocumulus, Cc / 층적운형)

권적운(卷積雲)은 털쌘구름·비늘구름·조개구름이라고 한다. 생선비늘 또는 잔물결 같은 모양을 하며 5,000 ~ 13,000m 높이에 나타난다. 작은 구름은 서로 붙거나 떨어져 어느 정도 규칙적으로 배열한다. 구름 입자는 빙정이며, 때때로 무지갯빛 구름이나 광환을 볼 수 있다.

### 수직운
수직에서 발달한 구름은 기저부로부터 높이 상승하는 기류를 갖기도 한다. 대류에 의해 발달하기 때문에 대류운이라고도 한다.
- 적란운 (Cumulonimbus, Cb / 적운형)

적란운(積亂雲)은 적운형 구름에 속한다. 쌘비구름이라고도 하며 적운과 비슷하지만, 적운보다 수직으로 더 치솟아 있어 산이나 큰 탑처럼 보인다. 구름의 윗부분은 빙정, 아랫부분은 물방울로 이루어져 있다. 그리고 중간 부분은 빙정과 작은 물방울이 섞여 있다. 구름 밑면의 높이는 땅에서 2km 이하이나, 꼭대기의 높이는 12km에 이를 때도 있다. 적란운은 흔히 소나기를 동반하며, 심할 때에는 우박과 뇌우, 그리고 더 심할 때에는 용오름을 동반한다. 구름 속에 전하가 모여 있어 번개도 동반하므로 뇌운(雷雲)이라고도 한다.
- 적운 (Cumulus, Cu / 적운형)

적운(積雲)은 적운형 구름에 속한다. 쌘구름·뭉게구름(문화어: 더미구름)이라고도 한다. 맑은 하늘에 떠 있는 뭉게구름으로 햇빛을 받는 곳은 눈부시게 희며, 구름의 밑면은 어둡고 거의 수평을 이룬다. 지상 부근과 2,000m 높이 사이에서 나타나지만, 발달하면 구름 꼭대기의 높이가 10,000m에 이른다. 적운은 흔히 맑은 날 햇볕이 내리쬐어 나타난 대류현상 때문에 나타난다. 이러한 적운은 아침에 나타나기 시작해 낮동안 발달하고 저녁이 가까워지면서 사라진다. 적운은 크기에 따라 편평적운(Cumulus humilis), 중간적운(Cumulus mediocris), 웅대적운(Cumulus congestus)으로 구분할 수 있다. 편평적운과 중간적운은 강수량이 없거나 매우 적지만 웅대적운은 소나기를 내릴 수 있다. 우리가 보통 "뭉게구름"이라고 하면 편평적운이나 혹은 중간적운을 떠올린다.
이상이 열 가지 구름 종류의 주요 형태이다. 열 가지 구름 종류 중에서는 다음과 같은 특징을 갖기도 한다.
- 렌즈구름: 렌즈 모양의 구름으로서 권적운이나 고적운에 많다.
- 파상운: 물결과 같은 배열을 하고 있는 구름으로서 권적운·고적운에 많다.
- 철상운(鐵床雲)：적란운의 정상으로부터 모루 모양으로 퍼진 구름.
- 유방운: 유방과 같이 구름의 밑면에 돌출부를 나타내는 구름으로서 적란운에서 많이 볼 수 있다.

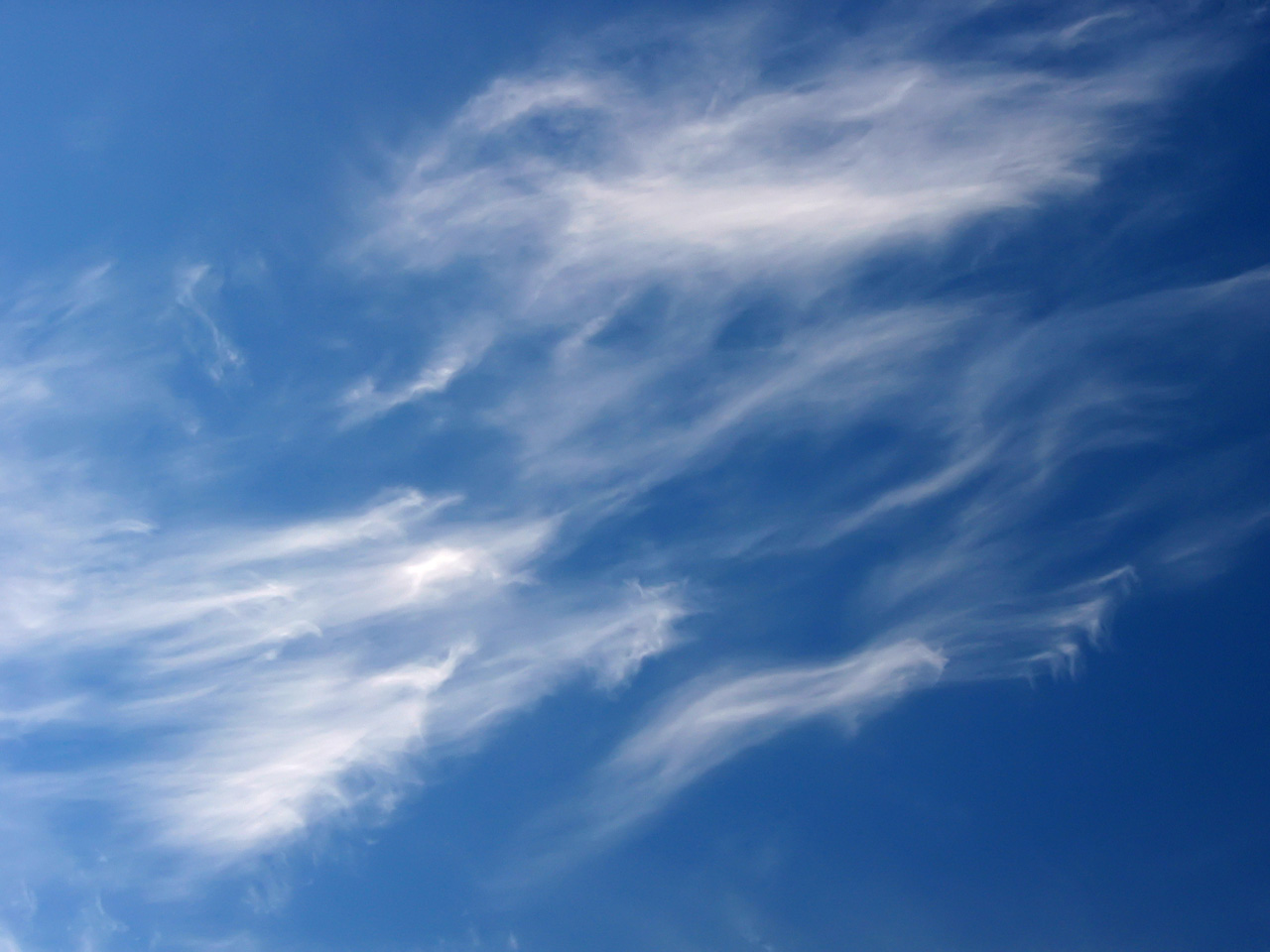
상층운 - 권운
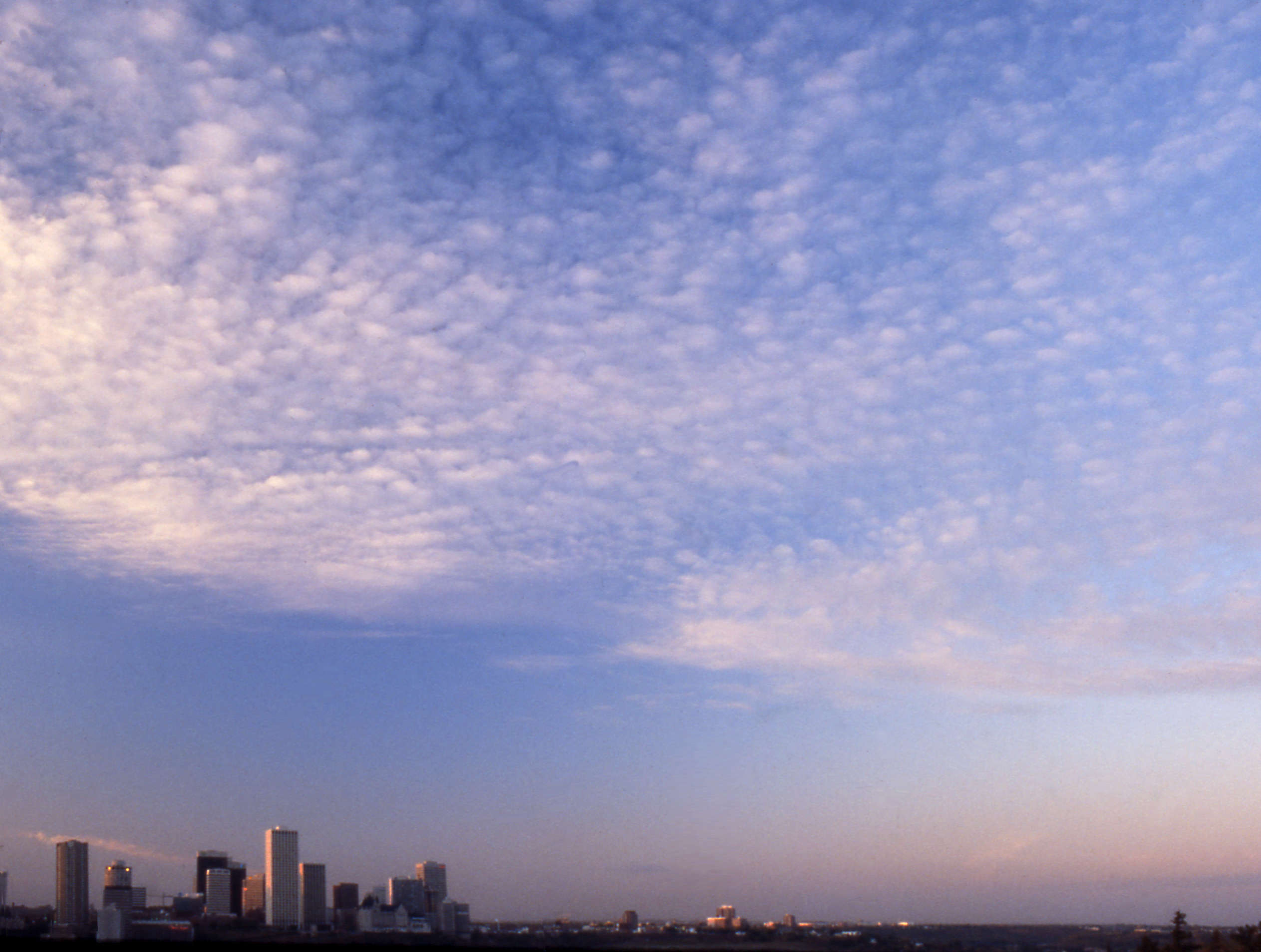
중층운 - 고적운
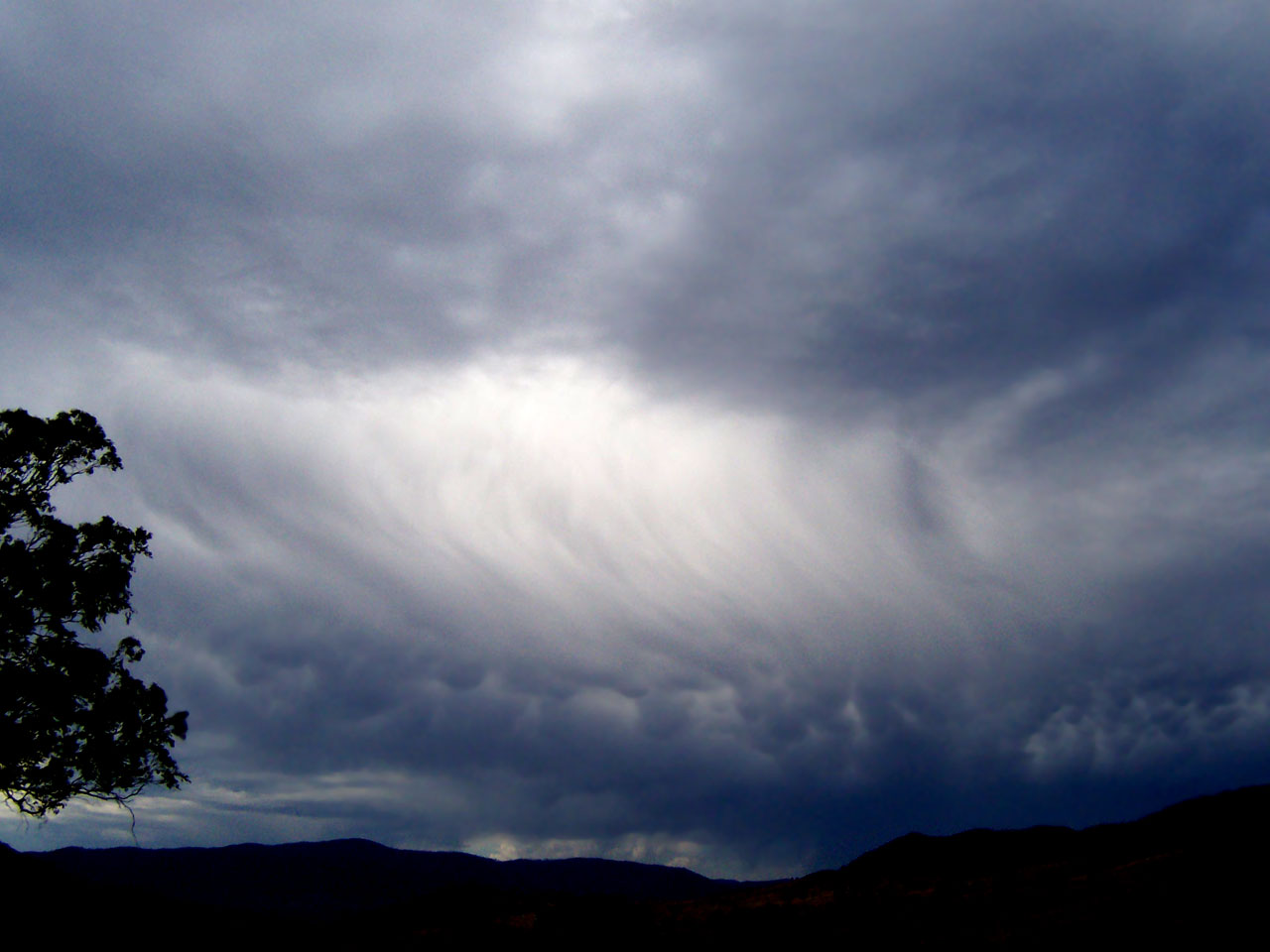
하층운
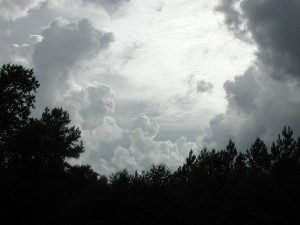
강한 상승기류를 볼 수 있는 적란운

## 구름의 생성
구름은 공기가 위로 올라가면서 공기 안의 수증기가 물방울로 변하며 생기는 것이다. 구름의 생성되는 경우는 다음과 같다. 구름이 생성되려면 먼저 공기가 상승해야 한다.
- 지표면이 불균등하게 가열될 때
- 공기가 산을 타고 상승할 때
- 공기가 모여드는 저기압의 중심일 때
- 찬 공기와 따뜻한 공기가 만날 때
- 저기압 중심으로 공기가 모여들 때

공기가 상승하는 요인으로는 크게 4가지가 있다.
- 지형에 의한 상승
- 기단에 의한 상승
- 수렴에 의한 상승
- 대류에 의한 상승

로 인해 생성되는 빛깔무늬 구름 발생 요인
- 상층과 수온의 기온 차이로 인해 발생

공기가 상승하게 되면 위로 가면서 공기가 적어지게 되고 기압이 낮아져 공기의 부피가 팽창하게 된다. 하지만 공기가 올라가는 부피가 크기 때문에 주위의 열이 공기의 가운데로 전달될 시간이 없으며 공기 표면에서만 열 출입이 이루어져 공기 전체적으로 볼 때는 무시할 수 있을 정도이므로 공기는 단열 팽창을 하여 온도가 낮아지게 된다. 온도가 공기의 이슬점 이하로 낮아지게 되면 수증기가 물방울로 변하면서 구름이 생성된다. 구름은 성층권 이상으로 올라가면 공기가 위로 올라갈 수 없으므로 더 이상 만들어지지 않게 된다.

### 구름이 생성되는 과정
- 공기 상승 → 기압하강 → 단열 팽창 (부피 팽창) → 기온 하강 → 이슬점 도달 → 수증기 응결 → 구름 생성
- 공기 상승 + 단열 팽창 : 지표면의 공기 덩어리가 상승하면 주변 공기의 압력이 낮아지므로 공기 덩어리가 팽창한다.
- 기온 하강 : 공기 덩어리가 단열 팽창하면서 주변의 공기를 밀어내는 데 열을 소모하여 기온이 낮아진다.
- 이슬점 도달 + 수증기 응결 : 공기 덩어리의 온도가 점점 낮아져서 이슬점과 같아지면서 수증기가 응결한다.
- 구름 생성 : 수증기가 응결하여 생긴 작은 물방울이나 빙정이 모여 구름이 된다

## 구름의 색깔

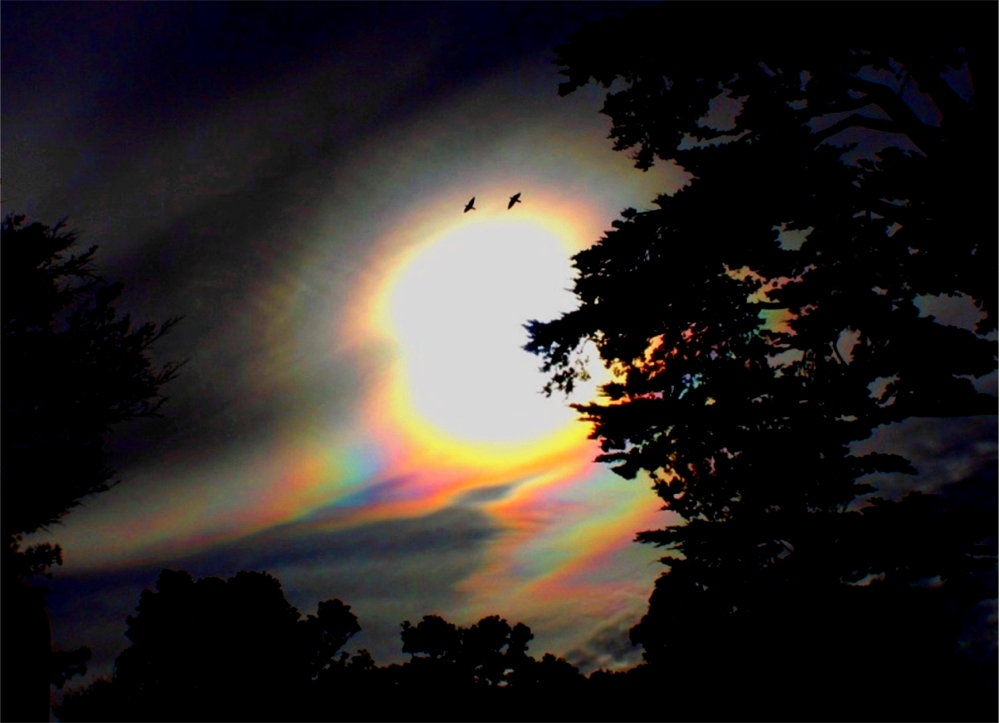
채운(무지개 빛깔의 구름)

구름의 색깔을 보면 내부의 상태를 알 수 있다. 구름은 수증기를 함유하고 있는 비교적 따뜻한 공기가 주변보다 가벼워 상승할 때에 형성된다. 공기가 상승하면서 냉각되어 수증기가 매우 작은 물방울로 응결된다. 이들은 상대적으로 밀집되어 있어서 햇빛이 깊은 곳까지 통과하기 전에 반사되므로 구름이 희게 보인다.
구름이 성장하면 물방울은 결합되어 더 큰 물방울이 될 수 있고 비가 되어 내릴 수 있다. 이러한 빗방울이 모이는 과정에서 물방울과의 간격은 점점 커지게 되어 빛은 더 안쪽까지 통과할 수 있게 된다. 구름이 충분히 크고 내부의 물방울이 충분히 떨어져 있으면 어느 정도의 빛은 반사되지 않고 통과된다. 이러한 반사/흡수의 과정이 하양에서 회색, 검정으로 구름의 색깔이 변하게 한다. 같은 이유로, 큰 구름의 밑면은 여러 단계의 회색을 띠게 된다. (어두운 색은 빛이 되돌아오지 않음을 의미한다.)
회청색을 띠는 것은 구름 내부에서 빛이 산란 된 결과이다. 푸른색은 이러한 산란이 구름 내부의 물방울이 빗방울 크기에 도달했음을 의미한다.
엷은 연두색은 얼음이 태양빛을 산란 시킬 때에 생성된다. 연두색을 띠는 적란운은 곧 굵은 비, 우박이 내리고 강풍 또는 토네이도가 예상됨을 의미한다.
노란 구름은 매우 드물지만 늦은 봄에서 이른 가을에 걸쳐 생길 수 있다. 노란색은 연기에 의해 생긴다.
붉은색, 오렌지색, 분홍색 구름은 해가 뜰 때나 질 때 태양빛이 대기에 의해 산란되면서 보이게 된다.

## 행성의 구름
태양계 속의 대기를 갖고 있는 행성이나 위성은 구름을 갖는다.
- 금성의 구름은 황산의 물방울로 이루어져 있다.
- 화성은 높고 얇은 얼음으로 된 구름이 있다.
- 목성과 토성은 외부에 암모니아, 중간부에 암모늄 수황화물(ammonium hydrosulfide), 내부에 물로 구성된 구름을 갖는다.
- 천왕성과 해왕성은 메탄이 주성분인 구름을 갖는다.
- 토성의 위성 타이탄은 액체 메탄으로 이루어져 있다고 추정한다.

## 구름에 대한 인식
천문류초에 따르면 구름은 산과 강의 기운으로, 땅의 기운이 올라가 구름이 되고 하늘의 기운이 내려와 비가 된다. 또한, 음과 양이 모여 구름이 된다.

### 대한민국의 구름
- 고조선 건국신화에 풍백, 우사와 함께 '운사(雲師)'가 등장한다.
- 조선시대의 궁궐 계단과 난간에는 하늘을 상징하는 구름의 문양이 조각되어 있다.
- 설화에서는 구름이 신통력을 지닌 이의 탈 것으로 묘사되기도 한다.

## 같이 보기
- 빙정
- 용오름
- 적운형 구름
- 층운형 구름
- 태풍
- 허리케인

## 참고 자료
- 이순지 저, 김수길.윤상철 공역, 《천문류초》
- 이 문서에는 다음커뮤니케이션(현 카카오)에서 GFDL 또는 CC-SA 라이선스로 배포한 글로벌 세계대백과사전의 내용을 기초로 작성된 글이 포함되어 있습니다.